# 1. B HOL za žene 2011./12.
Prvu B hrvatsku odbojkašku ligu, drugi rang odbojkaškog prvenstva Hrvatske za sezonu 2011./12. u kojem je sudjelovalo deset klubova je osvojila ekipa Šibenika.

## Ljestvica
| mj  | klub                          | ut | pob | por | set+ | set- | bod |
| --- | ----------------------------- | -- | --- | --- | ---- | ---- | --- |
| 1.  | Šibenik (Šibenik)             | 18 | 15  | 3   | 48   | 17   | 44  |
| 2.  | Rovinj (Rovinj)               | 18 | 14  | 4   | 48   | 23   | 40  |
| 3.  | Drenova (Rijeka)              | 18 | 12  | 6   | 42   | 39   | 35  |
| 4.  | Nova Gradiška (Nova Gradiška) | 18 | 10  | 8   | 35   | 32   | 29  |
| 5.  | Marčana (Marčana)             | 18 | 8   | 10  | 33   | 35   | 26  |
| 6.  | Dubrovnik (Dubrovnik)         | 18 | 8   | 10  | 32   | 40   | 23  |
| 7.  | Zadar (Zadar)                 | 18 | 6   | 12  | 28   | 40   | 21  |
| 8.  | Split 1700 II (Split)         | 18 | 8   | 10  | 27   | 39   | 20  |
| 9.  | Brda (Split)                  | 18 | 6   | 12  | 29   | 41   | 19  |
| 10. | Bilje (Bilje)                 | 18 | 3   | 15  | 22   | 48   | 13  |